# Eleições parlamentares europeias de 2019 (Luxemburgo)
As eleições parlamentares europeias de 2019 no Luxemburgo foram realizadas a 26 de Maio e serviram para eleger os 6 deputados nacionais para o Parlamento Europeu.

## Composição 2014-2019 (Final de Mandato)

### Partidos Nacionais
| Partido | Partido                        | Deputados | Grupo                                             |
| ------- | ------------------------------ | --------- | ------------------------------------------------- |
|         | Partido Popular Social Cristão | 3 / 6     | Grupo do Partido Popular Europeu                  |
|         | Os Verdes                      | 1 / 6     | Grupo dos Verdes/Aliança Livre Europeia           |
|         | Partido Democrata              | 1 / 6     | Aliança dos Liberais e Democratas pela Europa     |
|         | Partido Operário Socialista    | 1 / 6     | Aliança Progressista dos Socialistas e Democratas |

### Grupos parlamentares
| Grupo | Grupo                                             | Deputados |
| ----- | ------------------------------------------------- | --------- |
|       | Grupo do Partido Popular Europeu                  | 3 / 6     |
|       | Grupo dos Verdes/Aliança Livre Europeia           | 1 / 6     |
|       | Aliança dos Liberais e Democratas pela Europa     | 1 / 6     |
|       | Aliança Progressista dos Socialistas e Democratas | 1 / 6     |

## Partidos Concorrentes
Os partidos concorrentes são os seguintes:
| Partido | Partido                                       | Ideologia           | Afiliação Europeia                                       |
| ------- | --------------------------------------------- | ------------------- | -------------------------------------------------------- |
|         | Partido Popular Social Cristão                | Democracia cristã   | Partido Popular Europeu                                  |
|         | Os Verdes                                     | Ecologismo          | Partido Verde Europeu                                    |
|         | Partido Democrata                             | Liberalismo         | Partido da Aliança dos Liberais e Democratas pela Europa |
|         | Partido Operário Socialista                   | Social-democracia   | Partido Socialista Europeu                               |
|         | Partido Reformista da Alternativa Democrática | Conservadorismo     | Aliança dos Reformistas e Conservadores Europeus         |
|         | A Esquerda                                    | Socialismo          | Partido da Esquerda Europeia                             |
|         | Partido Pirata                                | Políticas pirata    | Partido Pirata Europeu                                   |
|         | Partido Comunista                             | Comunismo           |                                                          |
|         | Os Conservadores                              | Conservadorismo     |                                                          |
|         | Volt Luxemburgo                               | Federalismo europeu | Volt Europa                                              |

## Resultados Oficiais
| Partido                 | Partido                                       | Votos     | %               | +/-   | Deputados | +/-     |
| ----------------------- | --------------------------------------------- | --------- | --------------- | ----- | --------- | ------- |
|                         | Partido Democrata                             | 268 910   | 21,44 / 100,00  | 6,67  | 2 / 6     | 1       |
|                         | Partido Popular Social Cristão                | 264 665   | 21,10 / 100,00  | 16,55 | 2 / 6     | 1       |
|                         | Os Verdes                                     | 237 215   | 18,91 / 100,00  | 3,90  | 1 / 6     | Estável |
|                         | Partido Operário Socialista                   | 152 900   | 12,19 / 100,00  | 0,44  | 1 / 6     | Estável |
|                         | Partido Reformista da Alternativa Democrática | 125 988   | 10,04 / 100,00  | 2,51  | 0 / 6     | Estável |
|                         | Partido Pirata                                | 96 579    | 7,70 / 100,00   | 3,47  | 0 / 6     | Estável |
|                         | A Esquerda                                    | 60 648    | 4,83 / 100,00   | 0,93  | 0 / 6     | Estável |
|                         | Volt Luxemburgo                               | 26 483    | 2,11 / 100,00   | Novo  | 0 / 6     | Novo    |
|                         | Partido Comunista                             | 14 323    | 1,14 / 100,00   | 0,35  | 0 / 6     | Estável |
|                         | Os Conservadores                              | 6 652     | 0,53 / 100,00   | Novo  | 0 / 6     | Novo    |
| Total de Votos          | Total de Votos                                | 1 254 663 |                 |       |           |         |
|                         |                                               |           |                 |       |           |         |
| Votos Inválidos         | Votos Inválidos                               | 22 238    | 9,26 / 100,00   | 0,67  |           |         |
| Total                   | Total                                         | 240 044   | 100,00 / 100,00 |       | 6 / 6     |         |
| Eleitorado/Participação | Eleitorado/Participação                       | 285 435   | 84,10 / 100,00  | 1,44  |           |         |
| Fonte                   | Fonte                                         | [ 3 ]     | [ 3 ]           | [ 3 ] | [ 3 ]     | [ 3 ]   |

## Composição 2019-2024

### Partidos Nacionais
| Partido | Partido                        | Deputados | Grupo                                             |
| ------- | ------------------------------ | --------- | ------------------------------------------------- |
|         | Partido Democrata              | 2 / 6     | Renovar Europa                                    |
|         | Partido Popular Social Cristão | 2 / 6     | Grupo do Partido Popular Europeu                  |
|         | Os Verdes                      | 1 / 6     | Grupo dos Verdes/Aliança Livre Europeia           |
|         | Partido Operário Socialista    | 1 / 6     | Aliança Progressista dos Socialistas e Democratas |

### Grupos Parlamentares
| Grupo | Grupo                                             | Deputados |
| ----- | ------------------------------------------------- | --------- |
|       | Renovar Europa                                    | 2 / 6     |
|       | Grupo do Partido Popular Europeu                  | 2 / 6     |
|       | Grupo dos Verdes/Aliança Livre Europeia           | 1 / 6     |
|       | Aliança Progressista dos Socialistas e Democratas | 1 / 6     |